# Nydia Velázquez

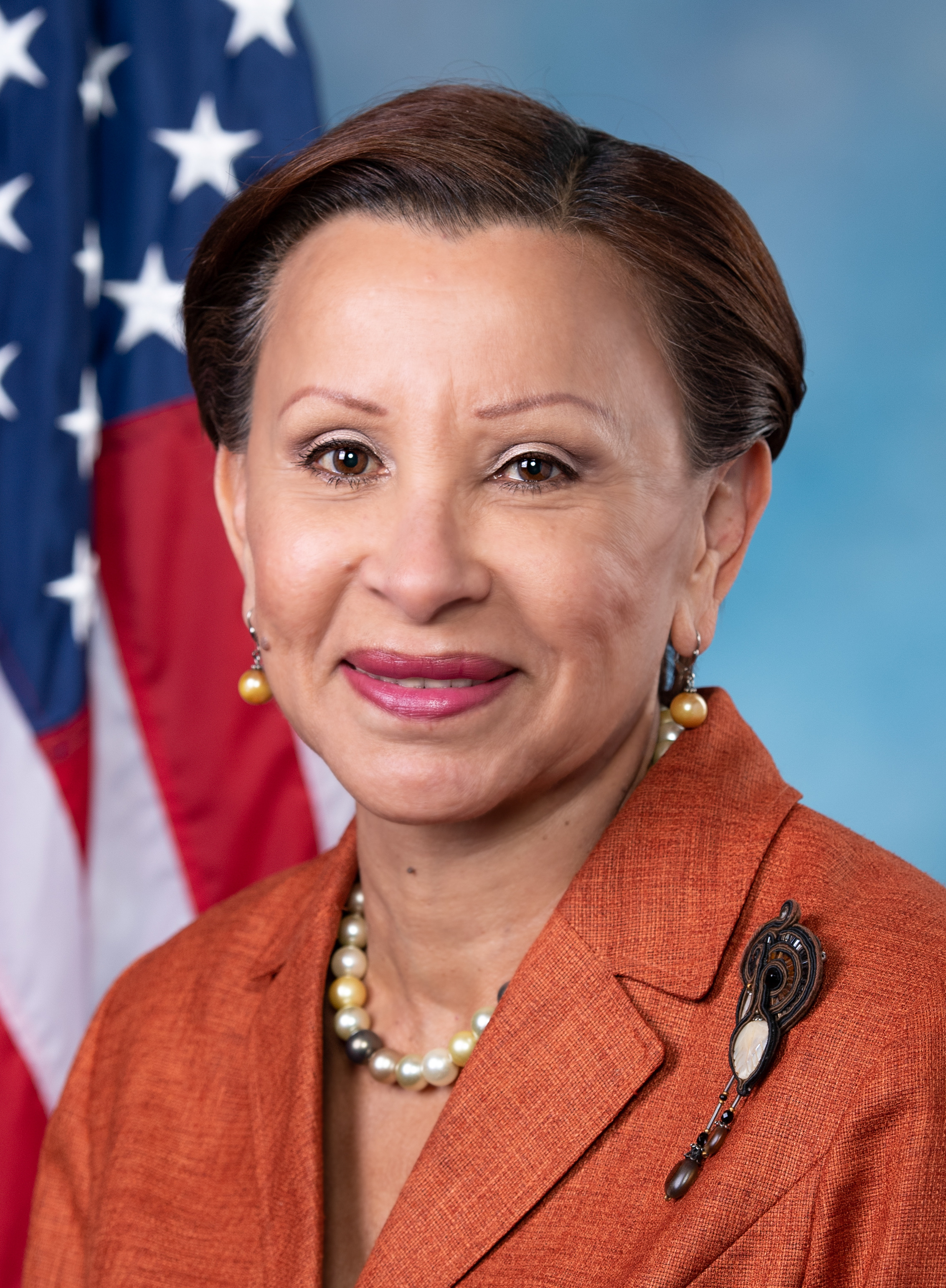
Nydia Velázquez (2018)

Nydia Margarita Velázquez Serrano (* 28. März 1953 in Yabucoa, Puerto Rico) ist eine US-amerikanische Hochschullehrerin und Politikerin der Demokratischen Partei. Seit Januar 1993 vertritt sie den Bundesstaat New York im US-Repräsentantenhauses, zwischen 1993 und 2013 im zwölften Distrikt, seitdem im siebten Distrikt.

## Biografie
Velázquez wuchs als eins von neun Kinder ihrer Eltern auf, sie übersprang einige Klassen in der Schule. Nach dem Schulbesuch studierte sie erst an der Universität von Puerto Rico am Campus Río Piedras und schloss dieses 1974 mit einem Bachelor of Arts (B.A.) ab. Ein darauffolgendes Postgraduiertenstudium an der New York University beendete sie 1976 mit einem Master of Arts. Anschließend kehrte sie nach Puerto Rico zurück und war dort bis 1981 Mitarbeiterin der Universität von Puerto Rico am Campus von Humacao. 1981 wurde sie zur außerplanmäßigen Professorin (Adjunct Professor) an das Hunter College in New York City berufen und lehrte dort bis 1983.

## Politik
Nach einer anschließenden einjährigen Tätigkeit als Mitarbeiterin von Edolphus „Ed“ Towns, einem demokratischen Kongressabgeordneten für New York, begann sie 1984 ihre politische Laufbahn mit der Wahl zum Mitglied des Stadtrates von New York City (New York City Council), dem sie für eine Wahlperiode bis 1986 angehörte.
Im Anschluss kehrte sie nach Puerto Rico zurück und war dort zunächst Nationale Direktorin der Migrationsabteilung des puerto-ricanischen Ministeriums für Arbeit und menschliche Ressourcen (Puerto Rico Department of Labor and Human Resources), ehe sie von 1989 bis 1992 Direktorin im Ministerium für puerto-ricanische Angelegenheiten in den USA (Department of Puerto Rican Community Affairs in the United States for the Commonwealth of Puerto Rico) war.
Im Jahr 1992 wurde sie schließlich selbst als Demokratin für den zwölften Kongresswahlbezirk des Bundesstaats New York in das US-Repräsentantenhaus gewählt, wo sie am 3. Januar 1993 die Nachfolge von Major Owens antrat, der in den elften Distrikt wechselte. Sie siegte mit 55,3 % gegen Angel Diaz von der Republikanischen Partei sowie zwei weitere Bewerber. Nachdem sie bei allen folgenden 16 Wahlen zwischen 1994 und 2024 jeweils bestätigt wurde, kann sie ihr Mandat bis heute ausüben. Sie wurde immer mit mehr als 57 % der Stimmen wiedergewählt. Ihr bestes Ergebnis erzielte sie bei den Wahlen 2012 mit 94,6 %, und das schlechteste Wiederwahlergebnis hatte sie im Jahr 2002 mit 57,1 Prozent der Stimmen. Ihre aktuelle, insgesamt 17., Legislaturperiode im Repräsentantenhaus des 119. Kongresses läuft noch bis zum 3. Januar 2027.

### Ausschüsse
Velázquez ist aktuell Mitglied in folgenden Ausschüssen des Repräsentantenhauses:
- Committee on Financial Services
  - Financial Institutions
  - Housing and Insurance
- Committee on Natural Resources
  - Energy and Mineral Resources
  - Indian and Insular Affairs
- Committee on Small Business

Von 2007 bis 2011 war sie bereits einmal Vorsitzende des Committee on Small Business. Zwischen 2009 und 2011 leitete sie den Congressional Hispanic Caucus dem sie bis heute als Mitglied angehört. Sie ist außerdem Mitglied im Congressional Progressive Caucus sowie in vier weiteren Caucuses.